# Дрімля Віталій Михайлович
Віта́лій Миха́йлович Дрі́мля (30 квітня 1990, Пугачівка, Черкаська область — 4 квітня 2024, Кринки, Херсонська область) — український військовослужбовець, учасник російсько-української війни.

## Життєпис
Народився 30 квітня 1990 року в с. Пугачівка, Уманського району Черкаської області. Закінчив Вікторівську ЗОШ. Після строкової служби працював в Старобабанській виправній колонії. Проживав в Умані. 2014 року із Наталією створив родину.
13 травня 2017 року був мобілізований. З березня 2019 року по березень 2024 року — старший водій радіолокаційного відділення радіолокаційного вузла.
Загинув 4 квітня 2024 року поблизу населеного пункту Кринки, Херсонської області.
Похований 10 квітня 2024-го в Пугачівці.

## Родина
Залишилися дружина, син 2015 р.н. та донька 2018 р.н.

## Нагороди
- Орден «За мужність» III ступеня[3].